# DVB-CPCM
DVB-CPCM (Digital Video Broadcasting - Content Protection & Copy Management en anglès) és una especificació relacionada amb l'administració i còpia de les dades rebudes en les emissions de la televisió digital.
Desenvolupat pel projecte DVB, busca definir una correcte utilització de la informació per part dels usuaris, mitjançant un control d'aquesta.

## Història
L'evolució relacionada amb la distribució, manipulació i copiat d'àudio i vídeo digital dels últims anys, ha afavorit molt quant a les possibilitats d'utilització d'aquestes dades per part dels consumidors. No obstant això suposa un inconvenient per a tota la indústria de les telecomunicacions relacionada amb els continguts audiovisuals, d'aquí la necessitat de crear aquestes especificacions relacionades amb la protecció dels continguts com l'administració de les còpies en la TV digital.
Va ser el grup de treball creat el 1999 sota el nom de DVB-CP (Copy protection en anglès), al qui se li va encarregar el desenvolupament del DVB-CPCM.
Finalment el 2001, els requeriments comercials per al DVB-CPCM van ser aprovats sota consens per la direcció del DVB, fixant un grup tècnic secundari encarregat de produir les especificacions, per poder crear l'estàndard més endavant.

## Sistema DVB-CPCM
És aplicable a tots els tipus de difusions broadcast existents en el sistema DVB (Satèl·lit / Cable / Terrestre), com també a les emissions dintre de les pròpies xarxes dels usuaris denominades Home Media Network en anglès.
El desenvolupament del DVB-CPCM continua present en el dia d'avui, no obstant ja s'han especificat els següents paràmetres:
- Condicions d'utilització dels continguts dins d'un domini determinat.
- Control d'accés als continguts.
- Control de les còpies dels continguts.
- Identificació dels usuaris.
- Sistemes de pagament.

### USI
Un dels paràmetres tècnics utilitzats per a la definició de la permissibilitat d'ús de les dades emeses sota un sistema DVB, és l'USI (Usage State Information en anglès).
Les principals especificacions de l'USI són:
- Control de les còpies i transferència de les dades.LK SDSD D
- Control del domini d'autorització.
- Control d'accés llunyà o remot.
- Control de l'exportació de les dades.
- Control del consum dels continguts.
- Ajuda en l'herència.

Com i qui pot validar o canviar algun paràmetre de l'USI quedarà definit en la conformitat del CPCM.
Així doncs per exemple, un servei de radiodifusió públic transmetrà un perfil d'USI tal que indicarà la prohibició de remetre el contingut rebut pels usuaris fora del seu domini.
Ara bé, si l'USI no defineix restricció d'enviar dades a l'exterior del domini d'autorització, l'usuari podrà manipular lliurement aquella informació.

### Llicència dels continguts
L'USI queda definida dintre d'una estructura de més alt nivell del DVB-CPCM anomenada CL (Content license en anglès).
Aquesta llicència de continguts pot estar formada per:
- Informació de la versió de la llicència.
- Identificador del contingut (CIID).
- Creador de llicències (CLC).
- Informació de l'estat d'ús (USI).
- Identificador de l'administrador del domini (ADID).
- Claus d'accés a les dades.
- Dades auxiliars.

### Domini autorització
Es defineix com al domini d'autorització del DVB-CPCM, aquell conjunt de dispositius multimèdia compatibles amb la utilització de les dades digitals, propietat dels habitants d'una mateixa casa.
Per tant, no influeix la localització física dels sistems situats fora de la llar, sempre que estiguin registrats a nom dels usuaris d'un mateix domini. Aquest serà el límit de redistribució dels continguts DVB rebuts.
No obstant això, cal mencionar que la mida i la cobertura d'aquest domini quedarà supeditat a la regulació local.
D'aquesta manera s'intenten protegir les dades independentment tant de la tecnologia de l'aparells receptors, enregistradors, transmissors... com del fabricant d'aquests, afavorint un mercat horitzontal.